# Salva
Salva är ett hudpreparat med hög fetthalt. Konsistensen är fastare än hos hudkräm och fetthalten högre än i en fuktkräm, lotion eller gel. En salva används exempelvis vid torr hud. Kan också användas vid olika typer av hudsjukdom.

### Fotnoter
1. ↑  Nordeng & Spigset, Hedvig & Olav (2009). Farmakologi. Studentliteratur AB. sid. 32-33. ISBN 978-91-44-05058-4